# Balonová pošta

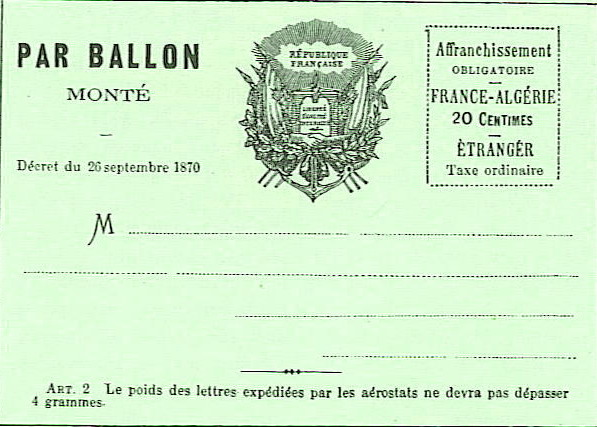
Ukázka balonové pošty

Balonová pošta je dnes komerční, filatelistickou záležitostí, ovšem v 19. století byla používána před nástupem pošty letecké zejména ve válečných dobách. Jako příliš závislá na povětrnostních podmínkách a tedy nespolehlivá využívána často nebyla.

## Historie balonové pošty
Z roku 1859 je evidován první pokus s balonovou poštou v USA, kde byl ve městě Lafayette vyslán balon Jupiter.
Prokazatelně byly použity horkovzdušné balony Francouzi k přepravě pošty ve válečných letech 1870 až 1871 v obležené Paříži,  tehdy v kombinaci s poštou holubí.
Balonová polní pošta byla zorganizována počátkem roku 1915. Tehdy bylo z rakouské pevnosti Przemyšl vypuštěno 10 balonů bez lidské posádky s několika tisícovkami speciálně zhotovených dopisnic. Mimo nich byly vyslány 4 pozorovací balony s posádkou, i ty měly ve svých gondolách poštu. Tyto čtyři balony padly do ruského zajetí a polní poštu posléze dopravil k adresátům dánský Červený kříž.
V období I. světové války bylo zřízeno několik vojenských balonových útvarů.

## Komerční současnost
Pro filatelisty a propagaci balonového létání byly lety se zvlášť orazítkovanou poštou vypravovány např. během světových výstav poštovních známek včetně těch v Československu (Praga 1968, Praga 1978).